# مقاطعة دوماجليتسه
مقاطعة دوماجليتسه (بالتشيكية: Okres Domažlice)‏ هي مقاطعة (أوكريس) في إقليم بلزن في جمهورية التشيك.
عاصمة هذه المقاطعة هي مدينة دوماجليتسه.

## اقرأ أيضاً
- مقاطعات جمهورية التشيك